# Sklerotesta

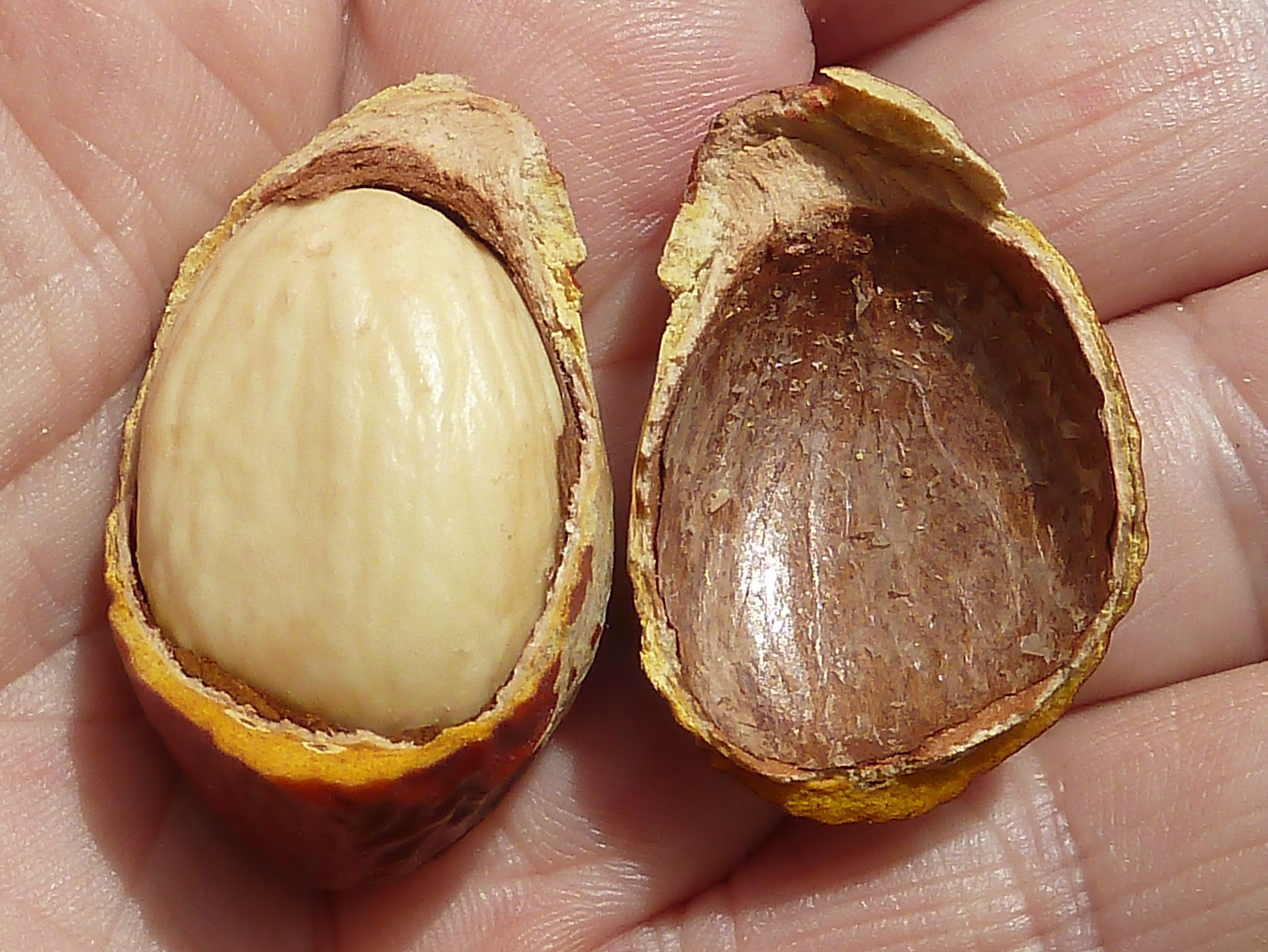
Samen von Cycas revoluta mit einer mittleren Sklerotesta, einer äußeren Sarkotesta und einer Endotesta innen

Die Sklerotesta (gr. sklērós = trocken, hart) ist in der Botanik ein Teil der Samenschale. Es handelt sich dabei um eine verhärtete innere Schicht um den Samen, die von einem oder, bei den Bedecktsamern, auch zwei Integumenten oder Teilen davon gebildet wird. Sie tritt immer gemeinsam mit einer weichen, oft auffällig gefärbten, äußeren Sarkotesta auf. Sklerotesta und Sarkotesta sind bei Cycadopsida und Ginkgophyta verbreitet. Auch bei einigen Bedecktsamern (z. B. Magnoliengewächsen und Paeoniaceae oder auch dem Granatapfel) sind beide Schichten zu finden.

## Nachweise
- Joachim W. Kadereit, Christian Körner, Benedikt Kost, Uwe Sonnewald: Lehrbuch der Pflanzenwissenschaften. Begründet von Eduard Strasburger. 37. vollständig überarbeitete und aktualisierte Auflage. Springer Spektrum, Berlin / Heidelberg 2014, ISBN 978-3-642-54434-7, S. 170.